# Enric Lucas Llop
Enric Lucas Llop (el Prat de Llobregat, Baix Llobregat, 12 d'agost de 1961) és un alpinista, escalador, espeleòleg i guia de muntanya català.
Fou soci del Club Esquí de la Pobla de Segur i de la UEC del Prat de Llobregat, membre del GAME i instructor de l'Escola Catalana d'Alta Muntanya i d'espeleologia. Precisament, en el camp de l'espeleologia és on ha desenvolupat una gran activitat, explorant cavitats subterrànies de gran renom, com Arañorena, Buho o Pierre Saint Marin, entre d'altres. Pel que fa a l'escalada va formar part de la generació d'escaladors anomenada New Wave, amb els quals feu nombroses escalades i obertures de vies a Montserrat, Terradets, Pedraforca i Pirineus. Als Alps ha fet escalades de dificultat i ascensions hivernals, i el 1996 va obrir diverses vies d'escalada a Mali. El 1981, als Andes del Perú, escalà el Pisco i el Chopicalqui, i també el Huascarán, convertint-se així amb l'únic alpinista de la història dels Andes que ha realitzat l'ascensió d'aquest pic de 6.780 m., fent l'ascensió i el descens en una sola jornada des de Musho, quan habitualment es fa en dos o tres dies. El 1982 formà part de la cordada que obrí una nova ruta al Saraghrar a l'Hindu Kush, i el 1984, juntament amb Nil Bohigas, obrí la via dels catalans a la cara sud de l'Annapurna central. El 1989 participà en dos intents a la cara sud del Lhotse; el primer amb una expedició dirigida per Reinhold Messner i l'esperó Sud-oest del Saraghrar II en què s'assoliren els 7.200 metres, i uns quants mesos més tard amb Christophe Profit obriren bona part de la via en estil alpí abans d'abandonar. També cal destacar altres expedicions i ascensions com la que va dur a terme el 1981 al Huascarán, en solitari i en un sol dia, el 1983 i 1985 a l'Everest o el 1986 i 1989 al Dhaulagiri. Ha participat en diverses competicions nacionals i internacionals d'esquí de muntanya i en ral·lis d'esports d'aventura. Fou el guarda del Refugi de Colomina a la Vall Fosca durant més de dotze anys.